# Território da Flórida
```
   |-
       |
Erro:
:  
valor não especificado para "
nome_comum
"
```

O Território da Flórida foi um território organizado dos Estados Unidos que existiu a partir de 30 de março de 1822, até 3 de março de 1845, quando foi admitido à União como Estado da Flórida. Originalmente o território espanhol de La Florida, e posteriormente as províncias da Flórida Oriental e Florida Ocidental, foi cedido aos Estados Unidos como parte do Tratado de Adams-Onís de 1819. Foi governado pelo Conselho Territorial da Flórida.